# Lord of Illusions
Lord of Illusions ist ein US-amerikanischer Horrorfilm von Produzent, Regisseur und Drehbuchautor Clive Barker. Barker lieferte außerdem die literarische Vorlage.

## Handlung
Nix, ein Magier und Illusionist hat in der Mojave-Wüste eine Sekte gegründet. Die abtrünnigen Sektenmitglieder unter der Führung von Philip Swann versuchen ein Mädchen namens Dorothea aus seinen Klauen zu befreien. Im Verlauf dieser Schießerei entkommt Butterfield, der Assistent von Nix. Nix selbst dringt in den Geist von Swann ein, kann jedoch mit Hilfe einer eisernen Maske gebannt und begraben werden.
13 Jahre später erhält der Privatdetektiv Harry D’Amour von Dorothea Swann den Auftrag, ihren Mann zu schützen. Bei einer Vorführung scheint Philip Swann zu sterben. Der Tod ist jedoch nur vorgetäuscht, um die Anhänger von Nix zu täuschen. Unterdessen versucht Butterfield seinen alten Meister wiederzuerwecken. D’Amour dringt immer tiefer in die Kreise der Illusionisten ein und besucht das Magic Castle von Hollywood, in dem die Magier ihre Geheimnisse verbergen. Dort entdeckt er Hinweise auf den Puritaner Nix, der sich echter Magie bediente und seit 13 Jahren begraben ist. Dorothea erzählt ihm schließlich von der Konfrontation von Swann und Nix. Im weiteren Verlauf werden Dorothea und Swanns Diener Valentin entführt. Nix wird ausgegraben und an seine alte Wirkungsstätte gebracht. Dort versucht Butterfield ihn zu erwecken.
Nix kehrt von den Toten zurück und vernichtet seine Anhänger, da diese unwürdig seien. Er versucht nun Swann auf seine Seite zu ziehen, um mit ihm gemeinsam die Welt zu vernichten. Am Ende kommt es zu einem Showdown zwischen Nix und Butterfield auf der einen und Dorothea, Swann und D’Amour auf der anderen Seite. Nix wird überwältigt und fällt ins Erdinnere, von dort steigt er auf und explodiert. D’Amour und Dorothea verlassen gemeinsam die Stätte.

## Produktion
Literarische Vorlage ist Clive Barkers Kurzgeschichte Die letzte Illusion aus den Büchern des Blutes. Barker versuchte in seiner Verfilmung Elemente des Film noir mit denen des modernen Horrorfilms zu koppeln. Es ist Clive Barkers erster Regieversuch seit dem 1990er Cabal – Die Brut der Nacht und seine insgesamt dritte und letzte Regiearbeit.
Der Film ist sehr hart gehalten und enthält einige Splattersequenzen, die die KNB FX Group realisierte. Der deutsche Release erschien sowohl im Kino, auf VHS und als DVD uncut. In Amerika erschien eine gekürzte R-Rated-Fassung, ein Director’s Cut erschien später als DVD.

## Kritiken
Der Film fiel bei der Kritik größtenteils durch. Bemängelt wurden vor allem die undurchsichtige, oft übertrieben wirkende und unlogische Geschichte. Auch die schlecht agierenden Schauspieler boten Anlass zu Kritik. Gelobt wurden dagegen die stimmungsvolle Inszenierung und die bildgewaltige Sprache von Clive Barkers Regiestil. Wesentlich besser kam der Film beim Genrepublikum an.

„Eine bildgewaltige, stilvoll inszenierte Kombination von Horror- und Detektivstory mit Anleihen beim ‚film noir‘. Die gediegene Machart kann die Schwächen des Buchs, dem es an Aussagekraft mangelt, nicht überdecken. So bleibt der Film an der Oberfläche der Genremuster und vertraut sich der Kunstfertigkeit der Techniker und Maskenbildner an, die sich bemühen, den löchrigen Plot zu kaschieren.“

„[…]Auch wenn Scott Bakula bei weitem kein Humphrey Bogart und Clive Barker kein Raymond Chandler ist – und unter diesem Gesichtspunkt die Mischung aus Manson und Marlowe nicht so richtig funktionieren will –, gibt Bakula doch sein Bestes, um dem etwas dünnen Charakter des private eye etwas abzugewinnen.“

„Besonders auffällig sind die sehr gelungenen Spezialeffekte, die den ganzen Film hindurch zu sehen sind. Es wird einiges an Illusionen geboten aber auch ein nicht geringer Splatteranteil ist zu verzeichnen. Allerdings wird nicht wie in den alten Barkerfilmen recht ziellos gesplattert sondern die Effekte sind wunderschön in die Geschichte eingeschrieben und somit auch notwendig um sie richtig wiederzugeben.“